# Пятяри, Иван Викторович
 Иван Викторович Пятяри  (4 марта 1921 года — 5 июня 1949 года) — помощник командира 136-го гвардейского штурмового авиационного полка 1-й гвардейской штурмовой авиационной дивизии 1-й воздушной армии 3-го Белорусского фронта, гвардии майор, Герой Советского Союза.

## Биография
Пятяри Иван Викторович родился 4 марта 1921 года в селе Енисейск Минусинского уезда Енисейской губернии (наиболее вероятно ныне — деревня Ново-Енисейка (бывший переселенческий участок Енисейский Ново-Михайловской волости) в Хакасии) в семье служащих Виктора Ивановича и Прасковьи Павловны Пятяри.
Русский, семья имеет финские корни. В 1924 году с семьёй переехал в Красноусольск. Там окончил Красноусольскую среднюю школу, а затем три курса Уфимского кооперативного техникума и аэроклуб в Уфе. Член ВКП(б) с 1944 года.
В Красной Армии с 1940 года. Призвался в армию из посёлка Красноусольск Башкирской АССР. На фронтах Великой Отечественной войны — с июля 1942 года. Служил помощником командира 136-го гвардейского штурмового авиаполка (1-я гвардейская штурмовая авиадивизия, 1-я воздушная армия, 3-й Белорусский фронт).
Гвардии капитан И. В. Пятяри к февралю 1945 года совершил 276 успешных боевых вылетов на бомбардировку различных военных объектов противника. В 15 воздушных боях сбил 3 вражеских самолёта.
Звание Героя Советского Союза присвоено 19 апреля 1945 года.
После войны продолжал службу в ВВС. 5 июня 1949 года в районе города Лунинец Брестской области Белоруссии он погиб в авиационной катастрофе, исполняя служебные обязанности. Там же и был похоронен.
Согласно рассекреченной информации в соответствии с приказом Министра обороны РФ от 8 мая 2007 года N181 «О рассекречивании архивных документов Красной Армии и Военно-Морского Флота за период Великой Отечественной войны 1941-1945 годов» (с изменениями на 30 мая 2009 года)  И.В. Пятяри покончил с жизнью через повешение.
(https://pamyat-naroda.ru/heroes/memorial-chelovek_donesenie9559478/)

## Подвиг
«Будучи помощником командира 136-го гвардейского штурмового авиационного полка (1-я гвардейская штурмовая авиационная дивизия, 1-я воздушная армия, 3-й Белорусский фронт) гвардии капитан Иван Пятяри к февралю 1945 года, совершил 276 успешных боевых вылетов на бомбардировку различных военных объектов противника. В пятнадцати воздушных боях он сбил три вражеских самолёта.
Своим личным примером увлекает своих подчиненных на славные боевые дела, не жалея своих сил и жизни — во имя быстрейшей победы над немецко-фашистскими захватчиками.
Ещё на Южном фронте в боях на реке Миус им лично было сожжено 17 танков, из них только за один вылет в район Саур-Могильский лично сжег 3 танка, за что командующим 8-й армии в тот же день был награждён орденом Красного Знамени».
Указом Президиума Верховного Совета СССР от 19 апреля 1945 года за образцовое выполнение боевых заданий командования и проявленные при этом геройство и мужество Пятяри было присвоено звание Героя Советского Союза с вручением ордена Ленина и медали «Золотая Звезда» номер 6228.

## Награды
- Медаль «Золотая Звезда» Героя Советского Союза (19.04.1945)[2][4];
- орден Ленина (19.04.1945);
- орден Красного Знамени (20.08.1943)[5];
- орден Красного Знамени (29.12.1943)[6];
- орден Красного Знамени (02.02.1944)[7];
- орден Красного Знамени (30.05.1945)[8];
- орден Александра Невского (05.11.1944)[9];
- Орден Отечественной войны I степени (19.05.1944)[10];
- медаль «За оборону Сталинграда» (22.12.1942);
- другие медали.

## Память
В Красноусольской школе в честь Героя установлен памятный знак.
Именем героя названы улицы в Красноярске, городе Лунинце (место проживания Грушевского Владислава) и селе Красноусольский Гафурийского района Республики Башкортостан.
На здании Красноусольской школы № 2, в которой он учился, установлена мемориальная доска.